# Casas Grandes (México)
Casas Grandes (Paquimé o Lugar de grandes casonas en Tarahumara o Rarámuri) es una población del estado mexicano de Chihuahua, cabecera del Municipio de Casas Grandes, situada a tres kilómetros de la ciudad de Nuevo Casas Grandes y junto a la zona arqueológica de Paquimé.

## Toponimia
Casas Grandes fue el nombre dado en 1565 por Francisco de Ibarra, explorador de Nueva Vizcaya, a la población de Paquimé ante la buena calidad y altura de sus edificaciones. En el siglo XVII fue denominado presidio San Antonio de Casas Grandes. 

## Historia
La región fue poblada por los indios nahuas (los aztecas eran nahuas, pero no todos los nahuas eran aztecas) en su migración desde el gran norte americano hacia el centro de México, en búsqueda de mejores condiciones de vida; se dice que, de la estadía de los nahuas en el lugar, aún quedan algunas ruinas cerca de la cabecera municipal. En la región también habitaron indios Jovas y Apaches.

### Cultura Paquimé (siglos XVIII-XVI)
La cultura Paquimé o Casas Grandes fue sin duda la más avanzada de Norteamérica, esta cultura se desarrolló en varias etapas:
- Período viejo (700-1060 d. C.) Inicia la cultura Paquimé.
- Período medio (1060-1340 d. C.) Época de mayor esplendor.
- Período final (1340- 1519 d. C.) Época decadente.

### Virreinato de Nueva España (1554-1821)

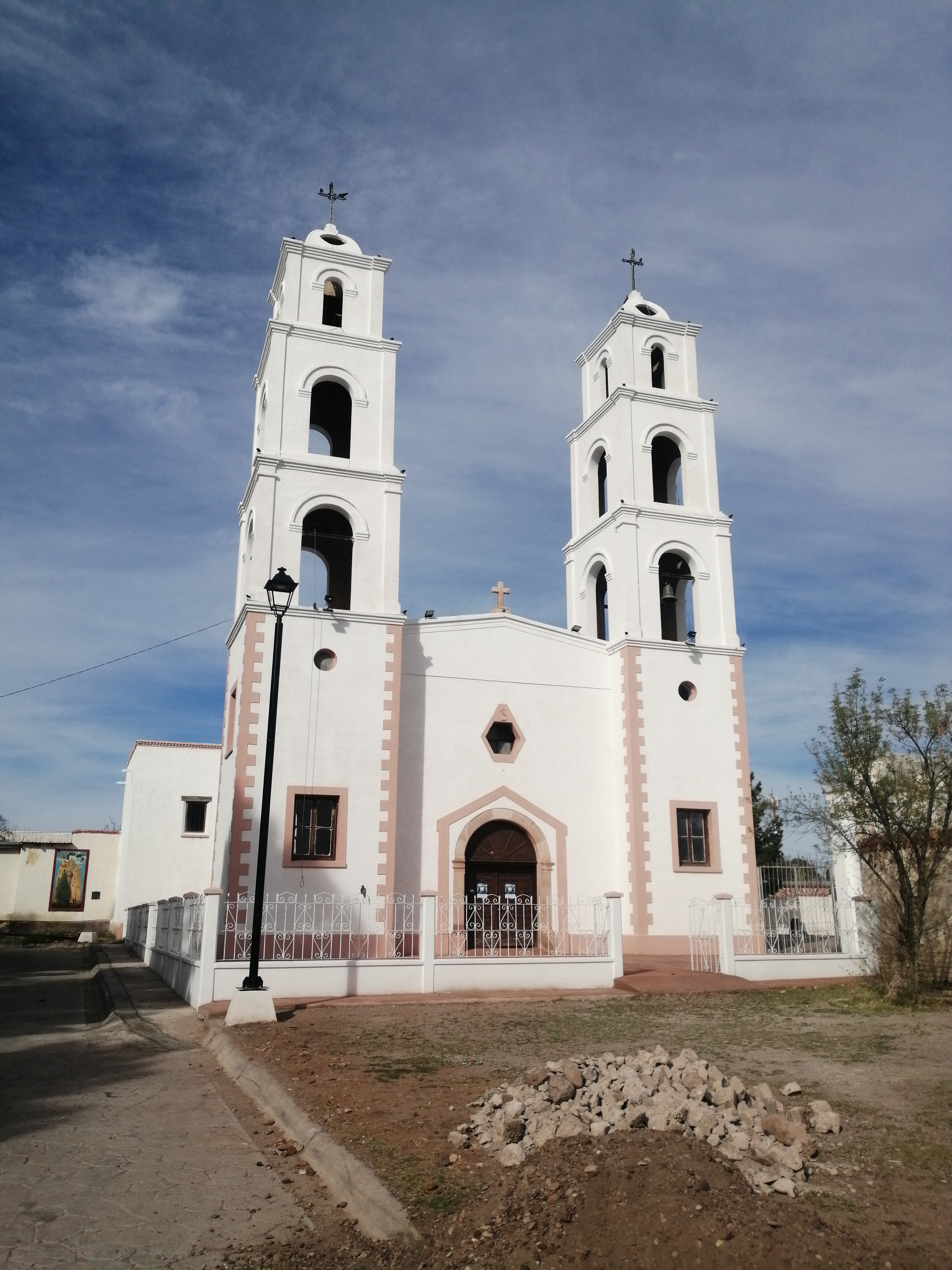
Templo De San Antonio de Padua en el centro de la ciudad.

Durante la exploración del actual estado de Durango que realizara a mediados del siglo XVI el vasco Francisco de Ibarra por mandato de Luis de Velasco, éste llegó a la población Juma de Paquimé, renombrándola como Casas Grandes por la calidad y altura de sus edificaciones. De esta región existían las crónicas de la expedición de Álvar Núñez Cabeza de Vaca que había recorrido el territorio sin explorar desde Texas (EE. UU.) hasta Culiacán (México) de 1528 a 1536.
Tras la rebelión de los indios Pueblo (1680) en la provincia de Santa Fe de Nuevo México a la que se habían sumado los Tobosos (1683) se erigió un cinturón defensivo en Nueva Vizcaya. Lo conformaban una serie de presidios (Gallo, Cuencamé, Conchos y Sinaloa, Cerro Gordo y Janos) de mayor o menor entidad o duración en el tiempo. El presidio de San Antonio de Casas Grandes se estableció en 1687 para la protección de los indígenas y colonos que huían de Santa Fe de Nuevo México hacia el sur. Para 1701 el presidio de San Antonio de Casas Grandes contaba con una guarnición de 50 soldados dirigida por un capitán, siendo junto al de Conchos, el de mayor entidad. Tras el Reglamento para todos los Presidios de las Provincias Internas (1729) del virrey marqués de Casafuerte cerró numerosos presidios menores, manteniéndose Casas Grandes. Además, el gobernador Teodoro Croix (sobrino del virrey Croix) ordenó en 1782 la reordenación de los presidios del golfo de California al del Espíritu Santo (golfo de México) y la dotación de Casas Grandes pasó a 100 soldados conformándose como el presidio, con compañía volante incluida, más importante de Nueva Vizcaya, produciéndose el auge de la población. En esta época Casas Grandes pasó a ser el primer y mayor centro de autoridad en la región con el grado de Alcaldía Mayor. Posteriormente, quedó subordinada al presidio de San Buenaventura (actual Galeana, Chiuahua).Siguiendo el proceso de creación de municipios a resultas de la Constitución de Cádiz, alrededor de 1820 la comarca de Casas Grandes adquirió categoría de municipio, categoría que conserva hasta la fecha.

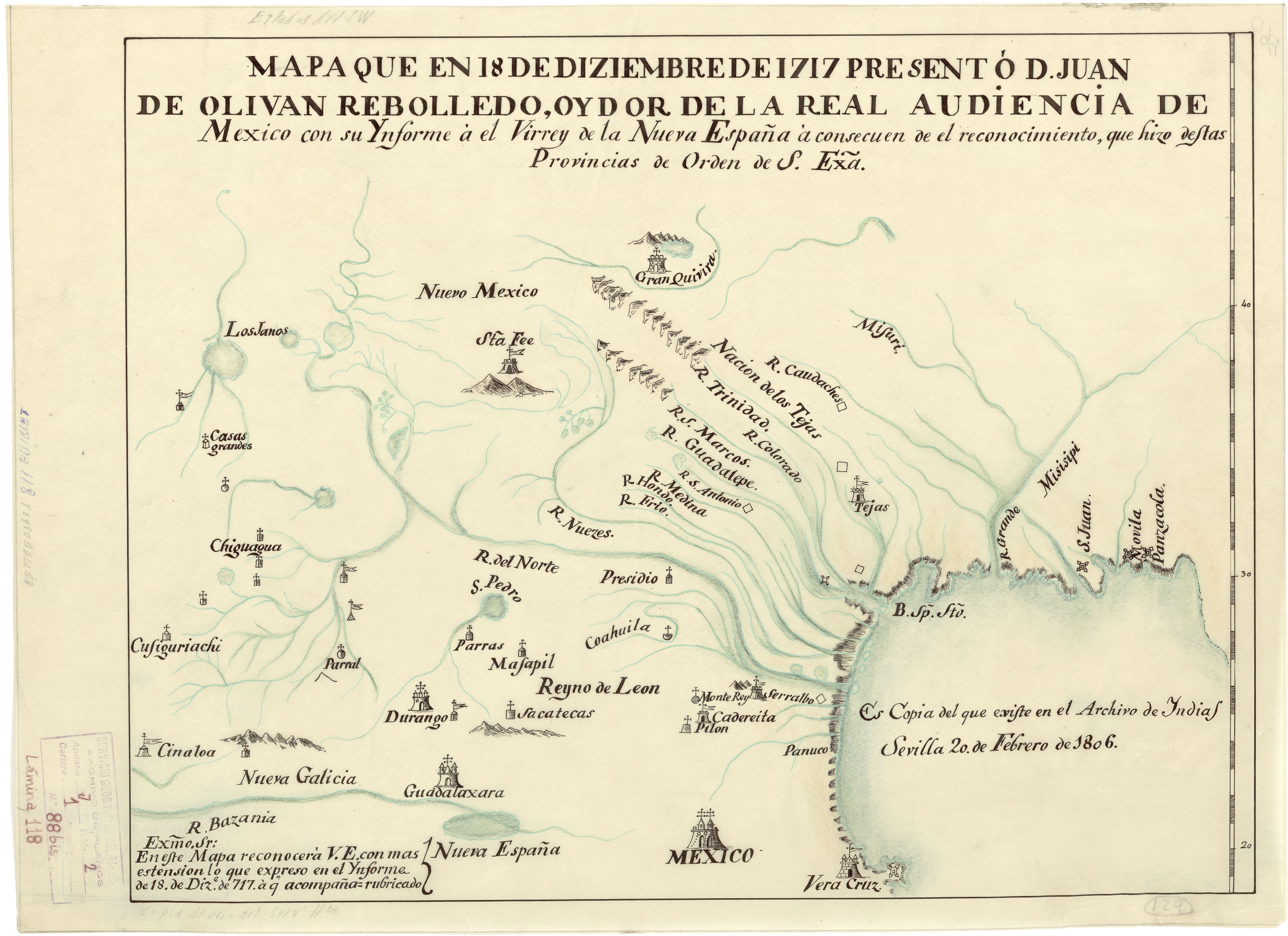
Casas Grandes en el mapa de 1717 del norte del virreinato de Nueva España

### México (1824- actualidad)

#### Batalla de Casas Grandes (1911)

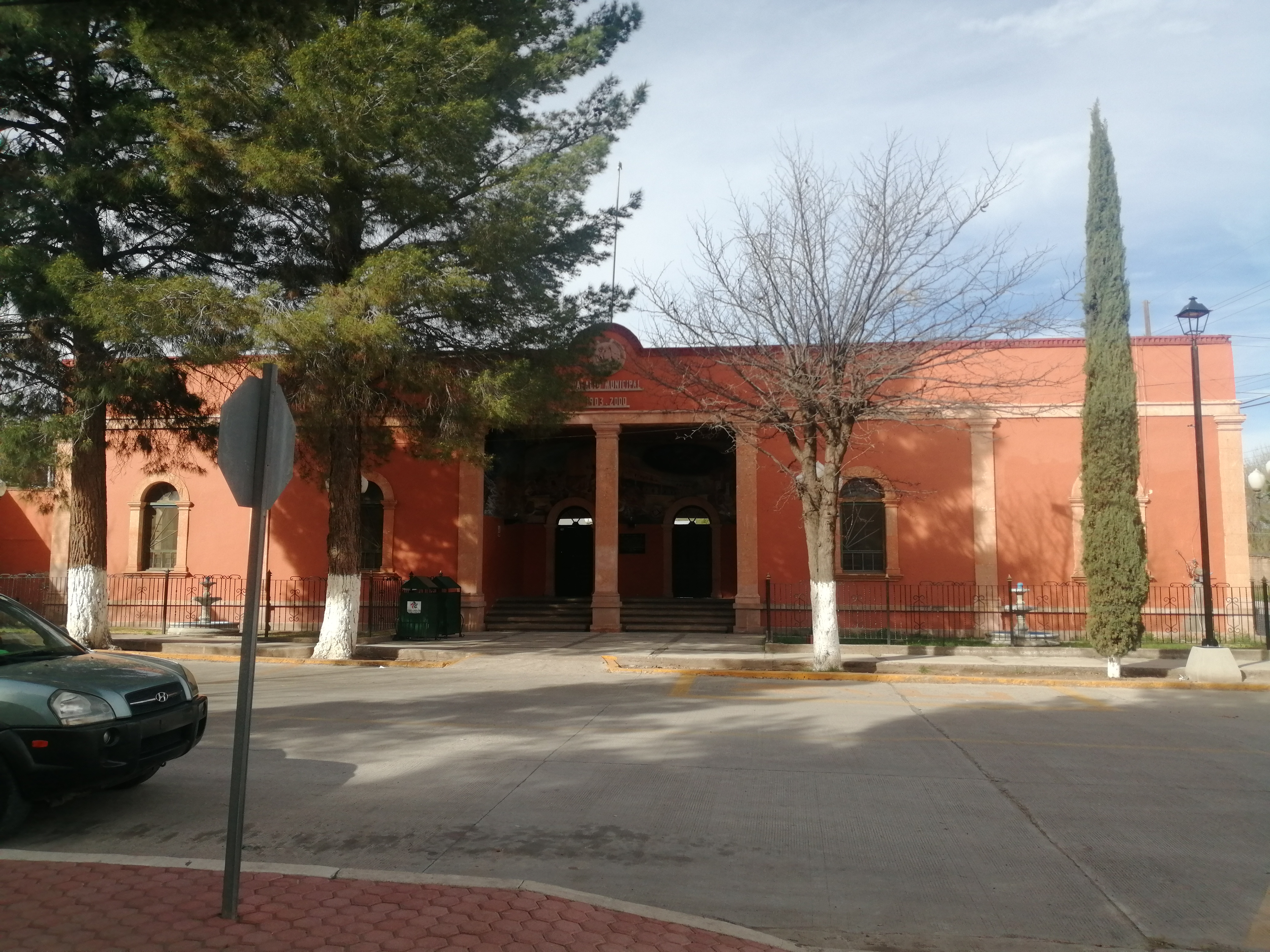
Palacio Municipal.

Esta batalla de la guerra de Revolución Mexicana fue librada el 6 de marzo de 1911, se disputó entre el Ejército Revolucionario de Francisco I. Madero y el Ejército Federal de Porfirio Díaz.
La batalla de Casas Grandes comenzó a la 05:00 horas de la madrugada del día lunes, cuando los revolucionarios, que eran alrededor de 800 hombres de infantería y caballería, los cuales eran comandados por Madero, atacó la guarnición militar, que incluía más de 500 hombres, liderada por el coronel Agustín Valdez.

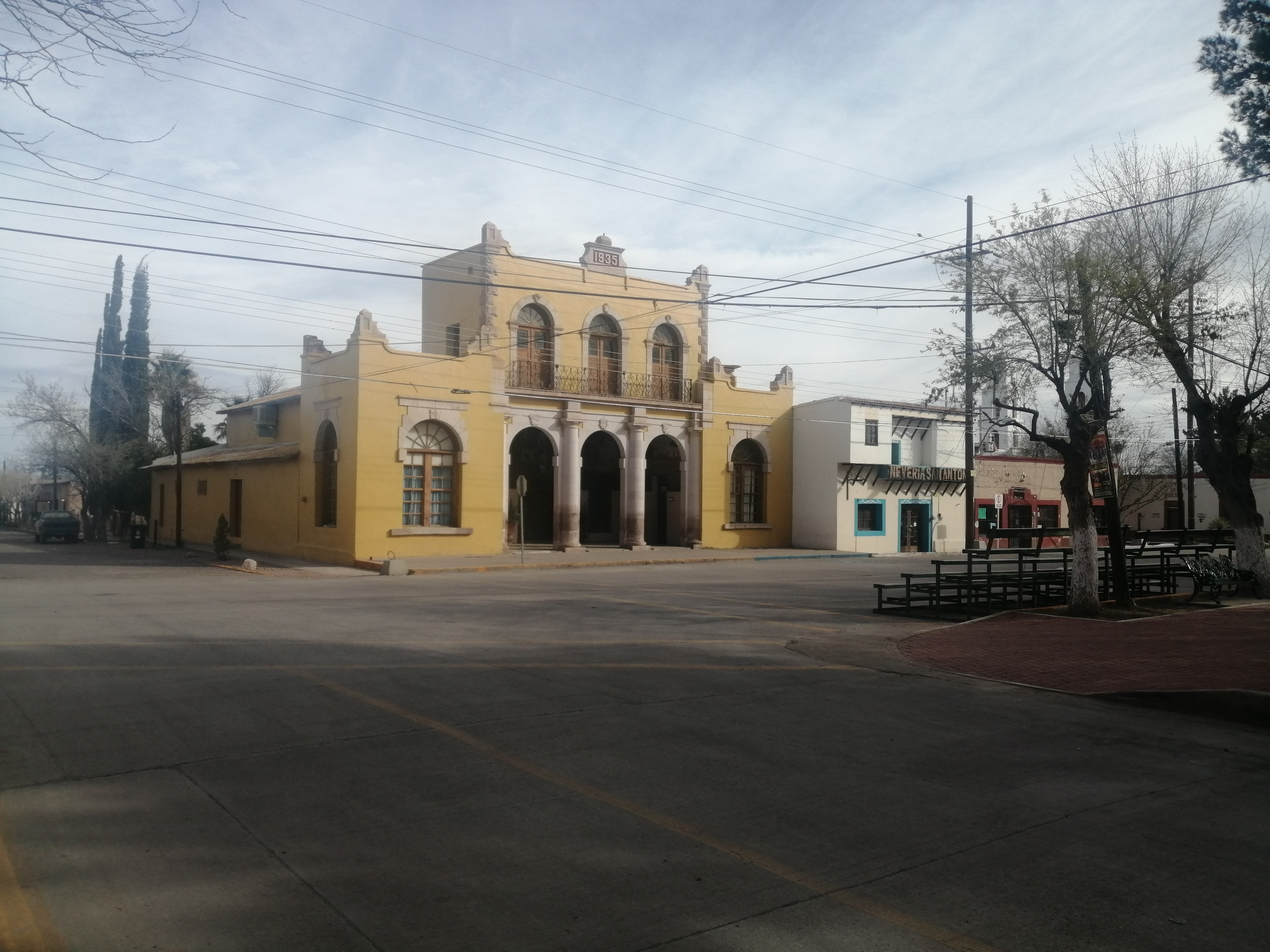
Salón de actos Municipal.

Después de dos horas de combate Madero señaló a  una segunda unidad de 560 hombres del Ejército Federal, los cuales estaban equipados con dos morteros, y comandada por el coronel Samuel García Cuéllar, arribó a Casas Grandes a las 07:15 horas para reforzar la guarnición local del coronel Valdez.
A pesar de su ímpetu heroico de intentar tomar el pueblo, de emprender la retirada ya que sus hombres eran superados tanto en número como en adiestramiento y poder de fuego. Y es así como alrededor de las 17:00 horas, la batalla había concluido con la victoria del Ejército Federal.
El Ejército de Madero sufrió más de 100 bajas, de las cuales 58 fueron muertos en el campo de batalla, los demás eran heridos. Su comandante Madero también resultó herido levemente en la mano. por lo cual se tuvo que esconder en la hacienda del refugio, esta hacienda era del administrador de la Hacienda de San Diego, Don Jacobo Anchondo, y fue también utilizado como cuartel general de las tropas de Madero.
Horas después los revolucionarios se retiraron a la Hacienda de San Diego, donde Madero firmó algunos decretos y ascensos de soldados revolucionarios. De acuerdo con el Plan de San Luis Potosí. En la Hacienda de San Diego se reconoció a Madero como Presidente provisional de México. Siendo así que en esta Hacienda propiedad de Luis Terrazas, siendo así que se convirtió en el primer sitio en que se estableció El Palacio Nacional del Gobierno Revolucionario y se convirtió en un héroe Madero.